# Віштинець
Віштинець (лит. Vištytis, пол. Wisztyniec) — місто на південному заході Литви в Маріямпольському повіті на березі Віштинецького озера.